# Sivaonyx
Sivaonyx è un genere estinto di lontre che ha popolato gli ecosistemi continentali di Eurasia e Africa dal Miocene al Pleistocene.

## Descrizione
Il genere Sivaonyx include numerose specie di lontre di grandi dimensioni, e include alcuni dei più grandi rappresentanti della sua famiglia dei mustelidi, con esemplari delle dimensioni di un leone. La maggior parte delle specie, tuttavia, erano di dimensioni più contenute: la sudafricana Sivaonyx hendeyi, ad esempio, era grande quanto un lupo, con un peso stimato di circa 40 kg.
Sivaonyx possedeva una morfologia dentale robusta e specializzata. Il quarto premolare superiore (P4) era di forma approssimativamente quadrata e presentava una lama paracono-metacono moderatamente tagliente. Il paracono era robusto, mentre il metacono risultava leggermente allungato. Il parastilo era ben sviluppato ma basso. Le due cuspidi interne, protocono e ipocono, erano più basse rispetto a quelle esterne, ma risultavano robuste ed espanse, determinando una riduzione dell'area a bacino. Il cingolo interno era forte e ben definito.
La mandibola era caratterizzata da un ramo più profondo rispetto alla lunghezza del primo molare inferiore (m1). I canini erano di grandi dimensioni, mentre il primo premolare inferiore (p1) aveva una singola radice. Il quarto premolare inferiore (p4) si allargava posteriormente, con un cuspide posteriore robusto e un cingolo ampio, ma senza cuspidi accessori anteriori. Il primo molare inferiore (m1) era molto largo, con il paraconide allineato lungo l’asse mediano del dente e il metaconide alto quanto il paraconide. Il talonide di m1 era più largo e lungo quanto il trigonide e aveva una struttura a bacino circondata da una serie di cuspidi, tra cui un entoconide ben sviluppato quanto l’ipoconide. Il secondo molare inferiore (m2) era piccolo e di forma ovale.

## Classificazione e Scoperta
La specie tipo, Sivaonyx bathygnathus, è stata a lungo l’unica rappresentante del genere registrata in Asia. Questa specie è stata descritta per la prima volta nel tardo Miocene delle colline di Siwalik, in Pakistan (Hasnot, Potwar Plateau), ma è stata successivamente segnalata anche nel tardo Miocene di Haritalyangar, in India, e nelle province di Lufeng e forse Yuanmou, nello Yunnan, Cina e nel Pliocene inferiore dei Siwalik del Pakistan.
Una revisione più recente delle lontre bunodonti dei Siwalik ha portato alla descrizione di una nuova specie, Sivaonyx gandakasensis, considerata la forma più antica del genere in Pakistan.
In Europa, Sivaonyx hessicus è rappresentata da una mandibola (BMNH M 27486) proveniente dal tardo Miocene di Eppelsheim, in Germania, ed è stata segnalata anche nella località miocenica di Kutchuk-Tchekmedjè, in Turchia.
In Africa, la specie più antica del genere è Sivaonyx beyi, rinvenuta nel tardo Miocene di Toros-Menalla, in Ciad . Un'altra specie, Sivaonyx soriae, è stata descritta nel tardo Miocene della Formazione Lukeino, in Kenya (Morales e Pickford, 2005). Sivaonyx ekecaman proviene dal Pliocene inferiore della Formazione Kanapoi (Werdelin, 2003) e della Formazione Magabet, in Kenya.
Altre specie africane includono Sivaonyx africanus, registrata nel Pliocene inferiore di Klein Zee, in Sudafrica, e forse nel tardo Miocene di Wadi Natrun, in Egitto, e Sivaonyx hendeyi, proveniente dal Pliocene inferiore di Langebaanweg, in Sudafrica. Infine, Sivaonyx kamuhangirei è stata identificata nel Pliocene inferiore dei letti di Kazinga e nella Formazione Warwire dell’area di Nkondo, in Uganda. La tassonomia di tutte le specie africane attribuite a questo genere è tuttavia molto complicata, e molte di queste potrebbero essere invece attribuite al genere Enhydriodon.

## Distribuzione
I fossili di Sivaonyx sono stati rinvenuti in diverse località del mondo. In Asia, il genere è presente nel Miocene medio-superiore in India, Pakistan, Thailandia e Cina. In Europa, è documentato nel Miocene superiore in Germania e Turchia. In Africa, la sua presenza si estende dal Miocene superiore al Pleistocene inferiore, con ritrovamenti in Egitto, Ciad, Etiopia, Kenya, Uganda e Sudafrica.

## Paleoecologia e biogeografia
I dati provenienti dai resti postcranici di Sivaonyx suggeriscono diversi schemi locomotori, variabili da semi-acquatici a completamente acquatici. Tuttavia, lo studio dell'anatomia postcraniale di Sivaonyx beyi, la specie africana più antica, indica che questa lontra era un nuotatore poco specializzato e probabilmente un predatore terrestre. S. hendeyi, invece, sembrerebbe essere stata più acquatica.
Sebbene non siano noti resti postcraniali delle specie asiatiche di Sivaonyx, si ipotizza che queste lontre fossero in grado di percorrere lunghe distanze sulla terraferma, seguendo i corsi d'acqua dolce, poiché i fossili sono stati rinvenuti esclusivamente in paleoeambienti lacustri e fluviali. Le caratteristiche dentali più derivate delle specie africane rispetto a quelle eurasiatiche e la maggiore somiglianza di Sivaonyx bathygnathus con le specie africane suggeriscono un evento di dispersione dall'Asia all'Africa nel tardo Miocene, tra circa 10 e 7 milioni di anni fa.
Altri generi di lontre bunodonti potrebbero aver seguito percorsi simili di dispersione dall'Asia all'Africa durante il Neogene. Vishnuonyx, considerato l'antenato delle lontre bunodonti, avrebbe raggiunto l'Africa nel Miocene medio, mentre il genere Enhydriodon potrebbe aver compiuto un'analoga migrazione nel tardo Miocene o nel Pliocene.